# Guzmania pattersoniae
Guzmania pattersoniae là một loài thực vật có hoa trong họ Bromeliaceae. Loài này được Manzan. mô tả khoa học đầu tiên năm 2002.